# Calopteryx aequabilis
Calopteryx aequabilis – gatunek ważki z rodziny świteziankowatych (Calopterygidae). Występuje na terenie Ameryki Północnej – w Kanadzie i USA.